# Colonia Ortiz Rubio
Colonia Ortiz Rubio, även Jajalpa, är en ort i kommunen Ocoyoacac i delstaten Mexiko i Mexiko. Samhället hade 396 invånare vid folkräkningen år 2020.